# 그럼피어 올드 맨
그럼피어 올드 맨(Grumpier Old Men)은 미국에서 제작된 하워드 도이치 감독의 1995년 코미디, 멜로/로맨스 영화이다. 월터 매튜 등이 주연으로 출연하였고 리처드 C. 버맨 등이 제작에 참여하였다.

## 출연

### 주연
- 월터 매튜
- 잭 레먼
- 앤 마그렛

### 조연
- 소피아 로렌
- 버제스 메러디스
- 대릴 한나
- 케빈 폴락
- 케이티 사고나
- 앤 모건 가일버트

## 제작진
- 공동제작: 조지 폴시 주니어
- 공동제작: 존 J. 스미스
- 미술: 게리 프루트코프
- 의상: 리사 젠슨
- Ass-PD: 엘레나 스피오타